# Velika nagrada Pikardije 1935
Velika nagrada Pikardije 1935 je bila neprvenstvena dirka za Veliko nagrado v sezoni 1935. Odvijala se je 26. maja 1935 v francoskem mestu Péronne.

## Poročilo

### Pred dirko
Med tem ko so nemška in italijanska moštva in dirkači dirkali na dirki Avusrennen, so francoski dirkači nastopali na dirki za Veliko nagrado Pikardije. Glavna favorita sta bila dirkača tovarniškega moštva Automobiles Ettore Bugatti, Jean-Pierre Wimille in Robert Benoist, med ostalimi dirkači, ki so dirkali v privatnih moštvih ali kot privatniki, so za favorite veljali Robert Brunet, Raymond Sommer, Marcel Lehoux in Earl Howe. Toda kar trije dirkači niso štartali, Wimille, Lehoux in Španec José María de Villapadierna. Štartna mesta so bila določena na podlagi časov petkovih in sobotnih treningov, ko so dirkači odpeljali en krog iz stoječega štarta.

### Dirka
Štart dirke je bil v soboto ob 2:45. Benoist je prevzel vodstvo, sledila sta mu Howe in Sommer. V prvih krogih dirke je bilo nenavadno veliko odstopov, tako da je v šestem krogu dirkalo le še šest dirkačev. V sedmem krogu je moral Sommer na postanek v bokse na menjavo svečk, zaradi česar je padel na zadnje mesto. Le še Howe je uspel slediti vodilnemu Benoistu, ostali dirkači so vse bolj zaostajali. Britanski dirkač je po postanku Benoista v osemnajstem krogu tudi prevzel vodstvo, toda v dvaindvajsetem krogu je moral opraviti kar desetminutni postanek, s čimer je izgubil krog proti Benoistu, ki se je lahko nato sprehodil do zmage. Vseeno je Howe osvojil drugo mesto, Sommer pa se je po zgodnjem postanku uspel prebiti na tretje mesto z dvema krogoma zaostanka.

## Rezultati

### Dirka
| Poz | Št | Dirkač                      | Moštvo                     | Dirkalnik        | Krogi | Čas/Odstop | Št. m. |
| --- | -- | --------------------------- | -------------------------- | ---------------- | ----- | ---------- | ------ |
| 1   | 24 | Robert Benoist              | Automobiles Ettore Bugatti | Bugatti T59      | 40    | 2:59:48    | 1      |
| 2   | 22 | Earl Howe                   | Privatnik                  | Bugatti T59      | 39    | +1 krog    | 2      |
| 3   | 2  | Raymond Sommer              | Privatnik                  | Alfa Romeo P3    | 38    | +2 kroga   | 3      |
| 4   | 14 | Mlle. Hellé-Nice            | Privatnica                 | Alfa Romeo Monza | 36    | +4 krogi   | 7      |
| 5   | 12 | Jean Delorme                | Privatnik                  | Bugatti T51      | 35    | +5 krogov  | 5      |
| 6   | 28 | Anne-Cecile Rose-Itier      | Privatnica                 | Bugatti T51      | 35    | +5 krogov  | 6      |
| Ods | 6  | Armand Girod                | Privatnik                  | Maserati 8CM     |       |            | 9      |
| Ods | 20 | Benoit Falchetto            | Ecurie Braillard           | Maserati 8CM     |       |            | 10     |
| Ods | 16 | Luigi Soffietti             | Privatnik                  | Maserati 8CM     |       |            | 8      |
| Ods | 4  | Robert Brunet               | Ecurie Braillard           | Maserati 8CM     |       |            | 4      |
| Ods | 8  | Willy Longueville           | Privatnik                  | Bugatti T51      |       |            | 11     |
| DNS | 10 | Jean-Pierre Wimille         | Automobiles Ettore Bugatti | Bugatti T59      |       |            |        |
| DNS | 26 | José María de Villapadierna | Scuderia Villapadierna     | Maserati 8CM     |       |            |        |
| DNS | 18 | Marcel Lehoux               | SEFAC                      | SEFAC            |       |            |        |
| DNA | 22 | Anne-Cecile Rose-Itier      | Privatnica                 | Bugatti          |       |            |        |